# Шоперка
Шоперка — пресноводное озеро на территории Луусалмского сельского поселения Калевальского района Республики Карелии.

## Общие сведения
Площадь озера — 2,4 км², площадь водосборного бассейна — 15,2 км². Располагается на высоте 143,3 метров над уровнем моря.
Форма озера лопастная. Берега изрезанные, каменисто-песчаные, местами заболоченные.
С западной стороны озера вытекает река Шоперка, впадающая в Ломозеро, через которое протекает река Кенто, впадающая в озеро Юляярви, которое протокой сообщается с озером Алаярви. Воды из последнего через протоку Ельмане уже втекают в озеро Среднее Куйто.
В озере расположено не менее восьми небольших безымянных островов.
К западу от озера проходит лесная дорога.
Код объекта в государственном водном реестре — 02020000811102000004838.